# Nurofen
Nurofen je obchodní označení léku ze skupiny léčiv používaných k potlačení bolesti (analgetika), horečky (antipyretika) a zánětu (antirevmatika). Nurofen je především ibuprofen. Držitel registrace je firma Reckitt Benckiser Healthcare International Ltd., Slough, Velká Británie.

## Varianty dostupné na českém trhu
Na českém trhu existovalo v červenci 2008 v šest variant Nurofenu (Nurofen, Nurofen Forte , Nurofen Stopgrip, Nurofen pro děti - čípky, Nurofen liquid capsules, Nurofen pro děti active)
Všechny kromě varianty Nurofen Stopgrip obsahují jako účinnou látku pouze ibuprofen, jde tedy o ekvivalenty léků, jako je Ibalgin (200 nebo 400 mg ibuprofenu), Ibuprofen (400 mg) nebo Brufen (100 mg sirup, 400 mg tablety) a dalších. 

### Nurofen Stopgrip
Léčivo Nurofen Stopgrip obsahuje vedle ibuprofenu (200 mg/tbl.) i pseudoefedrin (30 mg/tbl) a používá se k potlačení příznaků zánětů horních cest dýchacích. Kontroverzi budí jeho snadná dostupnost, protože patří mezi léky, jež jsou zneužívány k výrobě pervitinu.